# Ахметгалиев, Айрат Ринатович
Айра́т Рина́тович Ахметгали́ев (19 августа 1972, Казань, СССР) — советский и российский футболист, полузащитник.

## Карьера
Пройдя все ступени футбольной школы «Электрон», в 1990 году пробовался в «Рубине», но тренеру не подошёл и отправился в только что созданный клуб «Нефтехимик», с которым вышел в первую лигу и был одним из лидеров команды. В 1996 Ахмегалиевым интересовался московский «Спартак».
В 1996 году в «Рубин» пришёл новый тренер Игорь Волчок, была поставлена задача выхода в премьер-лигу. Казанский клуб позвал Ахметгалиева назад. Отыграв в основном составе 3 сезона и выведя клуб в первый дивизион, в 2000 году Ахметгалиев оказался не нужен Виктору Антиховичу.
Перестав проходить в состав казанцев, полузащитник перешёл в пермский «Амкар». В розыгрыше Кубка России 2001/02 дублем в ворота «Торпедо» (3:0) и голом «Соколу» (2:1) — командам Премьер-лиги помог дойти пермякам до полуфинала, где команда на выезде уступил ЦСКА 0:1.
19 июня 2001 года в домашнем матче против «Рубина» на 41 минуте получил травму, из-за которой завершил карьеру.

## Достижения
Командные:
- «Нефтехимик»: Второй дивизион: победитель (1992).
- «Рубин»: Второй дивизион: победитель (1997).
- Сборная России: Летняя Универсиада: Третье место (1995)[3]

Личные:
- «Амкар»: лучший футболист Прикамья: 2-е место (2001).